# Cristóbal de Mecklemburgo
Cristóbal, duque de Mecklemburgo (30 de julio de 1537 en Augsburgo - 4 de marzo de 1592 en la abadía de Tempzin) era un hijo del duque Alberto VII de Mecklemburgo-Güstrow. Fue administrador diocesano de Ratzeburg y de la Comandancia de Mirow.

## Biografía
A petición de su hermano mayor Juan Alberto I, el capítulo de la catedral nombró a Cristóbal como sucesor del obispo Cristóbal I de Ratzeburg en 1554. Cristóbal así se convirtió en el primer administrador luterano del obispado.
En 1555, también fue elegido coadjutor del obispo Guillermo de Riga, con el derecho de sucesión. Su elección fue controvertida y llevó a choques armados. Durante un enfrentamiento el 1 de julio de 1556 en Koknese, Cristóbal y Guillermo fueron hechos prisioneros. Fueron liberados en 1557, y Cristóbal fue reconocido como coadjutor.  Sin embargo, cuando Guillermo murió en 1563, Cristóbal se encontró incapaz de ejercer su derecho de sucesión. En lugar de ello, fue tomado prisionero de nuevo durante una lucha renovada contra Polonia. Fue liberado en 1569, después de haber renunciado a toda pretensión sobre Riga. Después de su liberación, volvió a Mecklemburgo.
Murió el 4 de marzo de 1592 y fue enterrado en la capilla septentrional del alto coro de la catedral de Schwerin. Su viuda encargó un monumento funerario, que muestra a una pareja arrodillada ante un prie-dieu. Fue elaborado en el taller del escultor flamenco Robert Coppens, con la asistencia del pintor de Pomerania Georg Strachen.

## Matrimonios y descendencia
Cristóbal se casó por vez primera el 27 de octubre de 1573 en Kolding con Dorotea de Dinamarca (1528 - 11 de noviembre de 1575), una hija del rey Federico I de Dinamarca. Murió solo dos años más tarde en Schönberg, que era la capital del Obispado de Ratzeburg.
Se casó por segunda vez el 7 de mayo de 1581 en Estocolmo con Isabel (4 de abril de 1549 - 12 de noviembre de 1597), una hija del rey Gustavo I de Suecia. Con ella tuvo una hija:
- Margarita Isabel (11 de julio de 1584 - 16 de noviembre de 1616), quien se casó el 9 de octubre de 1608 con Juan Alberto II de Mecklemburgo.

Después de la muerte de Cristóbal, ella regresó a Suecia, donde vivió en Norrköping. Murió en 1616 y fue enterrada en la catedral de Uppsala.